# 倒卵叶瑞香
倒卵叶瑞香（学名：Daphne grueningiana）为瑞香科瑞香属下的一个种。

## 扩展阅读
- 維基物種上的相關：倒卵叶瑞香